# Rafaël Govaerts
Pour les articles homonymes, voir Govaerts.
Rafaël Herman Anna Govaerts (né en 1968) est un botaniste belge.
Il travaille aux Jardins botaniques royaux de Kew depuis les années 1990 et il est l’un des principaux contributeurs de la World Checklist of Selected Plant Families (WCSP). Il contribue maintenant au projet Plants of the World Online (POWO), base de données globale des plantes du monde remplaçant WCSP depuis fin 2022, et contenant maintenant un peu plus de 1.420.000 noms de plantes du monde entier. Avec 200.700  descriptions détaillées, et 380.500 images de plantes .
Selon ses estimations, le nombre d'espèces d'angiospermes de la flore mondiale s'élèverait à 422 127. En 2019, il calcule que 571 espèces ont disparu au cours des 250 dernières années.